# Capsulitis adhesiva de l'espatlla
La capsulitis adhesiva de l'espatlla, també coneguda com a espatlla glaçada o espatlla congelada (entre altres denominacions), és un trastorn que s'associa amb rigidesa de l'espatlla i, en menor grau, dolor. Hi ha una pèrdua de la capacitat de moure l'espatlla, tant voluntàriament com involuntària, en múltiples direccions, especialment en la rotació externa. L'espatlla en si, però, generalment no fa mal quan es toca. També se sol produir una pèrdua de múscul al voltant de l'espatlla. L'inici és gradual al llarg de setmanes a mesos. Rarament es pot complicar amb una fractura d'húmer o la ruptura del tendó del bíceps.
La causa en la majoria dels casos és desconeguda. Aquest trastorn també pot ocórrer després d'un traumatisme o una cirurgia a l'espatlla. Els factors de risc inclouen la diabetis i l'hipotiroïdisme. La capsulitis adhesiva va ser cinc vegades més freqüent en pacients diabètics que en el grup control, segons una metaanàlisi publicada el 2016.
El mecanisme subjacent implica inflamació i formació de cicatrius. El diagnòstic es basa generalment en els símptomes de la persona i en un examen físic. El diagnòstic pot ser recolzat per una ressonància magnètica.
Aquest trastorn sol requerir fisioteràpia, pot millorar amb el temps, però això pot trigar diversos anys. Tot i que es poden provar diversos tractaments, com ara els AINE, i la injecció a l'articulació de l'espatlla de glucocorticoides, no és clar quin és el millor. Es pot suggerir la cirurgia per a aquells que no milloren després d'uns mesos. Al voltant del 4% de les persones estan afectades. És més freqüent en persones de 40 a 60 anys i en dones.